# Vulcano

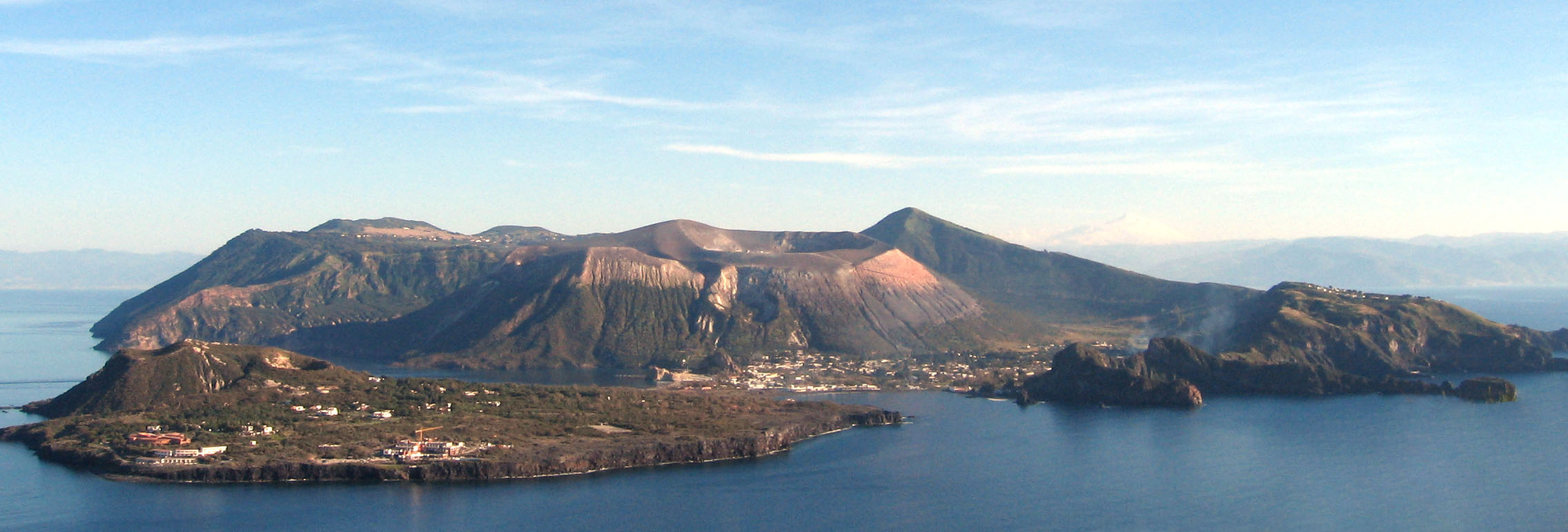
Vulcanello (primul plan) și Vulcano (planul doi)

Vulcano este o mică insulă vulcanică din Marea Tireniană, la 25 km de nordul Siciliei. Are o suprafață de 21 km² și o înălțime de 499 m, are mai mulți centrii vulcanici, incluzând și unul dintre cei patru vulcani activi de suprafață din Italia. Este unită cu insula Vulcanello, dar înainte erau separate.
Ultima erupție vulcanică s-a produs în 1890 și astăzi majoritatea excursioniștilor vin atrași de Marele Crater, sau pentru băile cu nămol din Portul di Levante cărora se le atribuie efecte de însănătoșire ale articulațiilor.
Urcarea la crater se poate face pe un drum de o oră. Pe vârf se poate vedea craterul de 500 m diametrul care distilează vapori fierbinți.
O potecă poate permite să vizitezi tot perimetrul vulcanului, plină de pete galbene de sulf, cenușă și miros înțepător de ou putrezit. Zona din Capo Grosso es o rară structură rocoasă care intră în mare, este perfect netedă și vertială.